# Lump of labor-felslut
Inom ekonomin är lump of labor-felslut (Engelska: Lump of labor fallacy) den missuppfattningen att det finns en begränsad mängd arbete – en klump arbete – som ska utföras inom en ekonomi och som kan fördelas för att skapa fler eller färre jobb. Det är också känt som, och fixed pie-felslut zero-sum-felslut - på grund av dess kopplingar till nollsummespel. Termen "fixed-pie-fallacy" används också mer generellt för att hänvisa till idén att det finns en fast mängd rikedom i världen. Detta och andra nollsummefel kan orsakas av nollsummebias.
Det ansågs vara en felslutning år 1891 av ekonomen David Frederick Schloss, som hävdade att mängden arbete inte är fast. Termen har sitt ursprung i att motbevisa idén att en minskning av antalet timmar anställda får arbeta under arbetsdagen skulle leda till en minskad arbetslöshet. Termen används också ofta för att beskriva den felaktiga uppfattningen att ökad arbetsproduktivitet, automatisering, invandring eller kvinnors deltagande i arbetskraften orsakar en ökning av arbetslösheten. Fakta visar att precis som mängden arbete inte är fast, så är inte heller ekonomins storlek det (felslutet med den fasta cirkeln) och ju mer arbete som utförs, desto större är ekonomin.

## Automatisering/teknisk förändring
Medan många arbetstagare fruktar att automatisering eller artificiell intelligens kommer att ta deras jobb, har historien visat att när jobb i vissa sektorer försvinner, skapas jobb i nya sektorer. Ett exempel är USA, där ett sekel av ökande produktivitet och tekniska förbättringar förändrade andelen amerikaner som var anställda inom livsmedelsproduktion från 41 % av arbetskraften år 1900 till 2 % år 2000. Denna förändring resulterade inte i storskalig arbetslöshet, eftersom arbetarna hittade jobb i nyskapade industrier (som tillverkning av jordbruksutrustning). Ett annat sätt att uttrycka detta är att automatisering eller tekniska förbättringar frigör arbetstagare att flytta till nya växande branscher.

## Invandring och kvinnor i arbetskraften
Medan många oroar sig för att nya invandrare till deras land kommer att minska sysselsättningen (på samma sätt som amerikanska män på 1960-talet oroade sig för att kvinnors inträde i arbetskraften skulle leda till massiv arbetslöshet) visar data att detta inte hände eftersom nya arbetare tjänar pengar som de spenderar, vilket resulterar i att den totala ekonomin växer och fler människor anställs.

## Förtidspensionering
Förtidspensionering har använts för att förmå arbetstagare att acceptera uppsägning före pensionsåldern på grund av arbetsgivarens minskade arbetskraftsbehov.
I en ledare i The Economist föreslås ett tankeexperiment där äldre lämnar arbetskraften till förmån för unga, som de blir beroende av för sin försörjning genom statliga bidrag. Det hävdas sedan att eftersom tillväxt är beroende av antingen fler arbetare eller högre produktivitet, kan samhället inte egentligen bli mer välmående genom att betala ett ökande antal av sina medborgare improduktivt. Artikeln påpekar också att även förtidspensionärer med privata pensionsfonder blir en belastning för samhället eftersom de också är beroende av aktie- och obligationsinkomster som genereras av arbetstagarna.

## Kritik
Det har funnits kritik mot idén att konceptet är en felslutning. Argument inkluderar att Schloss koncept är felaktigt tillämpat på arbetstider och att han ursprungligen kritiserade arbetare som avsiktligt begränsade sin produktion, och att John Maynard Keynes trodde att kortare arbetstider kunde lindra arbetslösheten.